# ساگاسی-دیبوک
ساگاسی-دیبوک (به لاتین: Sagasi-Deybuk) یک منطقهٔ مسکونی در روسیه است که در شهرستان کایاکنتسکی واقع شده‌است.